# Swertia splendens
Swertia splendens är en gentianaväxtart som beskrevs av H. Smith. Swertia splendens ingår i släktet Swertia och familjen gentianaväxter. Inga underarter finns listade i Catalogue of Life.